# طيران الهند إكسبريس
طيران الهند إكسبريس أو إير إنديا إكسبريس (بالهندي: एअर इंडिया एक्स्प्रेस) هي شركة طيران وطنية هندية، وتعتبر الشركة إحدى الشركات التابعة متفرعة من شركة طيران الهند. يقع المقر الرئيسي للشركة في مدينة مومباي بالهند.